# Chelsea (Londra)
Chelsea è un esclusivo quartiere di Londra, situato nel Borgo reale di Kensington e Chelsea.

## Il quartiere
Al centro del quartiere passa la famosa King's Road, fulcro della moda mondiale negli anni sessanta, periodo in cui Mary Quant ha inventato la minigonna. Nella zona più vicina al Tamigi si trova il British Army Museum, uno dei musei più importanti per la storia militare britannica, che conserva reperti risalenti alle crociate. Tanti personaggi illustri hanno vissuto in questo distretto, tra questi ricordiamo il re Enrico VIII d'Inghilterra e il filosofo Sir Francis Bacon, e lo scrittore  Oscar Wilde. In Flood Street al n. 19 si trovava la residenza dell'ex primo ministro britannico Margaret Thatcher.